# Cynometra
Genre
Classification phylogénétique
Cynometra est un genre de plantes à fleurs dicotylédones de la famille des Fabaceae (légumineuses), sous-famille des Caesalpinioideae, à répartition pantropicale, qui comprend environ 90 espèces acceptées.  
Ce sont des arbres ou des arbustes qui se rencontrent dans les forêts pluviales tropicales de plaine et dans les forêts marécageuses, souvent le long des cours d'eau ou dans des stations sublittorales.
Certaines espèces sont exploitées pour leur bois commercialisé comme bois d'œuvre pour la construction, les quilles de navires, les traverses de chemin de fer, les revêtements de sol et la menuiserie, comme bois de chauffage, comme arbre d'ombrage et comme plantes mellifères.

## Liste d'espèces
Selon The Plant List (23 décembre 2018) :
- Cynometra abrahamii Du Puy & R.Rabev.
- Cynometra alexandri C.H.Wright
- Cynometra americana Vogel
- Cynometra ananta Hutch. & Dalziel
- Cynometra ankaranensis Du Puy & R.Rabev.
- Cynometra aurita R.Vig.
- Cynometra bauhiniifolia Benth.
- Cynometra beddomei Prain
- Cynometra bourdillonii Gamble
- Cynometra brachymischa Harms
- Cynometra brachyrrhachis Harms
- Cynometra capuronii Du Puy & R.Rabev.
- Cynometra cauliflora L.
- Cynometra commersoniana (DC.) Baill.
- Cynometra congensis De Wild.
- Cynometra copelandii (Elmer) Elmer
- Cynometra craibii Gagnep.
- Cynometra crassifolia Benth.
- Cynometra cubensis A.Rich.
- Cynometra cuneata Tul.
- Cynometra dauphinensis Du Puy & R.Rabev.
- Cynometra dongnaiensis Pierre
- Cynometra duckei Dwyer
- Cynometra elmeri Merr.
- Cynometra engleri Harms
- Cynometra filifera Harms
- Cynometra fissicuspis (Pittier) Pittier
- Cynometra floretii Labat & O. Pascal
- Cynometra gillmanii J.Leonard
- Cynometra glomerulata Gagnep.
- Cynometra greenwayi Brenan
- Cynometra hankei Harms
- Cynometra hemitomophylla (Donn.Sm.) Britton & Rose
- Cynometra hondurensis Dwyer
- Cynometra hostmanniana Tul.
- Cynometra inaequifolia A.Gray
- Cynometra insularis A.C.Sm.
- Cynometra iripa Kostel.
- Cynometra katikii Verdc.
- Cynometra leonensis Hutch. & Dalziel
- Cynometra letestui (Pellegr.) J.Leonard
- Cynometra longicuspis Ducke
- Cynometra longifolia Huber
- Cynometra longipedicellata Harms
- Cynometra lujae De Wild.
- Cynometra lukei Beentje
- Cynometra lyallii Baker
- Cynometra macrocarpa A.S.Tav.
- Cynometra madagascariensis Baill.
- Cynometra malaccensis Meeuwen
- Cynometra mannii Oliv.
- Cynometra marginata Benth.
- Cynometra marleneae A.S.Tav.
- Cynometra martiana Baill.
- Cynometra mayottensis Labat & O. Pascal
- Cynometra megalophylla Harms
- Cynometra michelsonii J.Leonard
- Cynometra microflora Cowan
- Cynometra minutiflora F.Muell.
- Cynometra mirabilis Meeuwen
- Cynometra novo-guineensis Merr. & L.M.Perry
- Cynometra nyangensis Pellegr.
- Cynometra oaxacana Brandegee
- Cynometra oddonii De Wild.
- Cynometra palustris J.Leonard
- Cynometra parvifolia Tul.
- Cynometra pedicellata De Wild.
- Cynometra pervilleana Baill.
- Cynometra portoricensis Krug & Urb.
- Cynometra ramiflora L.
- Cynometra retusa Britton & Rose
- Cynometra sakalava Du Puy & R.Rabev.
- Cynometra sanagaensis Aubrev.
- Cynometra schlechteri Harms
- Cynometra schottiana Hochr.
- Cynometra sessiliflora Harms
- Cynometra simplicifolia Harms
- Cynometra sphaerocarpa Pittier
- Cynometra spruceana Benth.
- Cynometra stenopetala Dwyer
- Cynometra suaheliensis (Taub.) Baker f.
- Cynometra travancorica Bedd.
- Cynometra trinitensis Oliv.
- Cynometra ulugurensis Harms
- Cynometra vogelii Hook.f.
- Cynometra warburgii Harms
- Cynometra webberi Baker f.
- Cynometra zeylanica Kosterm.